# Maurice Lugeon

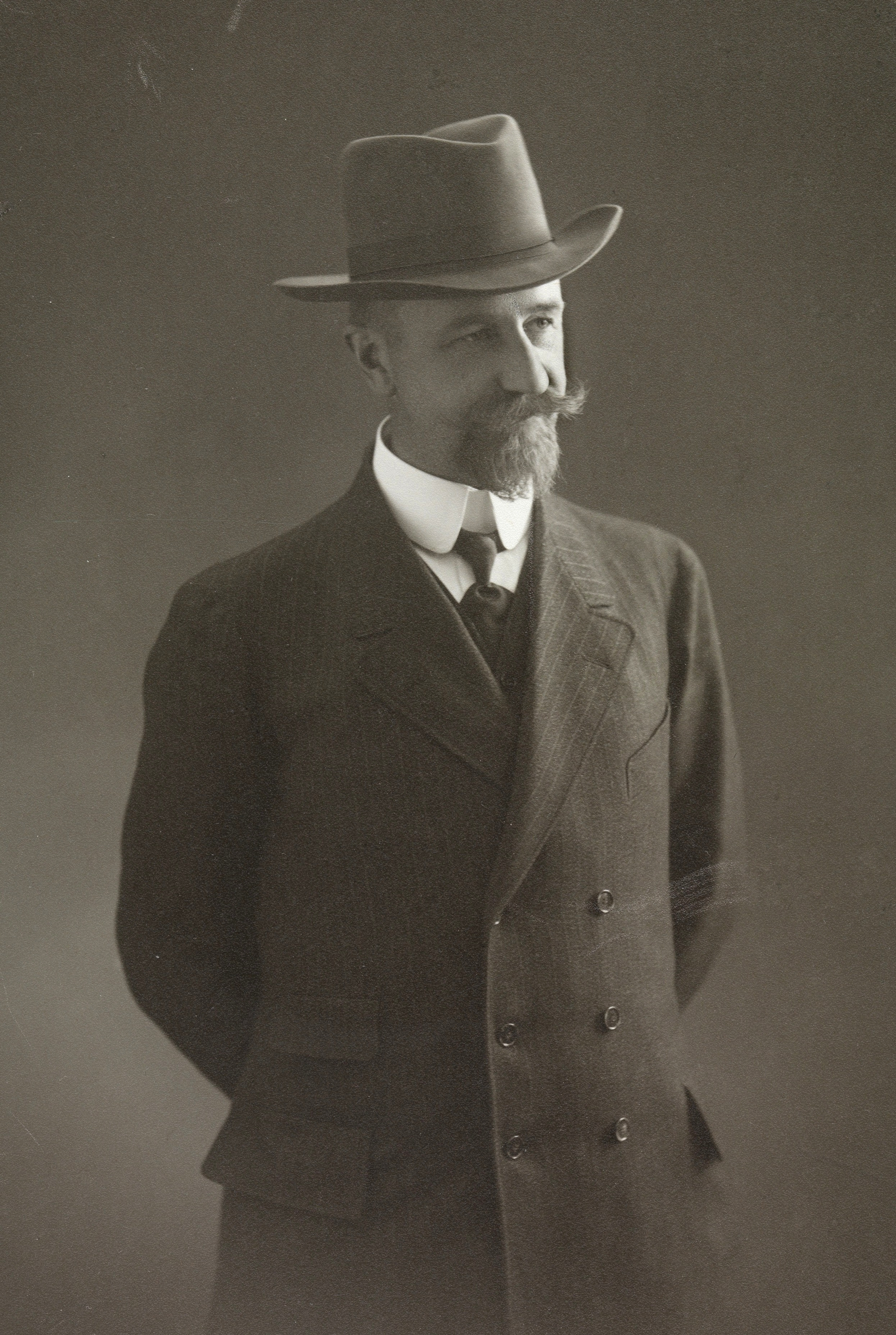
Maurice Lugeon (um 1910)

Maurice Lugeon (* 10. Juli 1870 in Poissy bei Paris; † 26. Oktober 1953 in Chevilly, Kanton Waadt) war ein Schweizer Geologe.

## Leben
Lugeon kam mit seinen Eltern (sein Vater war der Bildhauer David Lugeon) 1876 nach Lausanne, wo er sich schon als Jugendlicher an der geologischen Landesaufnahme im Bereich des Genfer Sees beteiligte und an der Universität Lausanne (sowie in München und Paris) Geologie studierte, als Schüler des Schweizer Geologen Eugène Renevier (1831–1906). Er war nach der Habilitation 1898 Professor in Lausanne.
Lugeon legte 1902 eine Theorie vom Deckenbau der Alpen (sog. Deckentheorie) vor, womit er bedeutsame Beiträge zur Erklärung der Geologie der Alpen leistete. Außerdem lieferte er bedeutende Beiträge zur Ingenieurgeologie.
1938 wurde er mit der Wollaston-Medaille und 1949 mit der Gustav-Steinmann-Medaille ausgezeichnet. 1920 wurde er als korrespondierendes Mitglied in die französische Académie des sciences aufgenommen, seit 1945 war er associé étranger. Er war seit 1936 Ehrenmitglied (Honorary Fellow) der Royal Society of Edinburgh sowie assoziiertes Mitglied der Académie royale des Sciences, des Lettres et des Beaux-Arts de Belgique, seit 1944 auswärtiges Mitglied (Foreign Member) der Royal Society und seit 1925 korrespondierendes Mitglied der Russischen Akademie der Wissenschaften.
Ein Schüler von ihm war Alphonse Jeannet.

## Schriften (Auswahl)
- Les grandes nappes de recouvrement des Alpes du Chablais et de la Suisse. In: Bull. Soc. géol. France (4). 1 (1901), S. 723–825.
- Les grandes nappes de recouvrement des Alpes suisses. In: Internationaler Geologenkongress Wien 1903. Wien 1904, S. 477–492.